# Új unitárius kollégium
Az új unitárius kollégium épülete adott otthont 1902 és 1948-között a kolozsvári Unitárius Kollégiumnak. Az államosítását követően felvette Brassai Sámuel nevét. Napjainkban az épületet a János Zsigmond Unitárius Kollégium is használja valamint itt vannak az unitárius egyház irodái is. A romániai műemlékek jegyzékében a CJ-II-m-B-07250 sorszámon szerepel.

## Története
Az új kollégium épülete az unitárius templom melletti telkeken épült fel, amelyeket 1895-re megszerzett az Unitárius Vallásközösség. Az iskola megépítését hosszas előkészítő munka előzte meg. Az 1880-as évekre nyilvánvalóvá vált, hogy az unitáriusok csakis állami segéllyel tudják fenntartani iskolájukat. Az állami támogatás megnyerésének előfeltétele viszont az állami tanterv elfogadása volt, valamint az iskola berendezésének korszerűsítése. Az állammal 1890-ben kötötték meg a szerződést, de 1898-ban módosították, hiszen ekkor már nyilvánvalóvá vált, hogy a régi kollégiumépület már nem felelt meg az évenkénti 300-400 diák korszerű nevelésére. Az állami ellenőrzések során többször is kifogásolták a zsúfoltságot és a berendezések elavultságát. Kezdetben a régi kollégium nyugati irányú bővítésén gondolkodtak, majd észak felé, a Szappany utca felé, de a telkeket nem sikerült megvásárolni. Ekkor döntöttek úgy, hogy kelet felé terjeszkednek. A telkek megvásárlása után Pákey Lajost kérték fel az új épület terveinek elkészítésével.
A régi épületek bontását 1899 októberében kezdték meg, az új épületet pedig 1901 szeptemberében adta át Reményik Károly vállalkozó. Idővel minden kolozsvári unitárius intézménynek‚ társulatnak ebbe az épületbe tevődött át a központja. A korszerű tornatermét az 1883-ban alapított Kolozsvári Athletikai Club is használta.
Az 1948-as tanügyi reform után az épület nagy része állami tulajdonba került s benne fiúiskolát hoztak létre. Az iskola 1957-ig a 7. számot viselte, majd felvette Brassai Sámuel nevét. 1977-től ipari líceum (szakközépiskola) lett fémmegmunkálási profillal. 1962 és 1985 között német nyelvű óvoda és általános iskola is működött falai közt. 1985-től román és magyar nyelvű tagozat működött benne egyaránt, esti tagozata a legnagyobb volt Kolozsváron. Az unitárius kollégiumi könyvtár az Akadémiai Könyvtáré lett az államosítás után, s az épületből 1975-ben költözött ki a Farkas utcai központba. Az épületben maradt továbbra is az Unitárius Egyház központja, de a teológusoknak, már csak a bentlakásai maradtak itt, mert az intézmény 1959-ben beolvadt az Egyetemi Fokú Egységes Protestáns Teológiai Intézetbe.
Az Unitárius Kollégium 1993-ban indult újra, majd 2003-ban felvette a János Zsigmond nevet.
Pákey a kollégiumot az akkor divatos eklektikus stílusban‚ olasz reneszánsz és ógörög elemek kombinálásával tervezte. Az épület magasabb szeglet- és középső részeire ókori vázákat s figurális alakokat tervezett‚ de ezek felállítása anyagi okokból elmaradt. A hatalmas épület Pákey főművének‚ a város egyik díszének tekinthető. A négy szárnyú épület egy központi udvart fog közre. A Magyar utcára néző szárnyban rendezték be az unitárius egyház irodáit. Az előcsarnokot Brassai Sámuel és Berde Mózes szobrai díszítik. A második emeletet bentlakásnak alakították ki, míg az alagsorban az étkező- és gazdasági helyiségeket helyezték el. Az épület modernségét fokozta a víz- és gázvezeték, valamint az akkoriban újszerű központi fűtés.

## Kapcsolódó lapok
- Unitárius oktatás Kolozsváron
- Régi unitárius kollégium
- Brassai Sámuel Elméleti Líceum
- János Zsigmond Unitárius Kollégium

## Külső hivatkozások
- A Brassai Sámuel Elméleti Líceum honlapja
- A János Zsigmond Unitárius Kollégium honlapja
- Régi képeslapok